# Inna Sheshkil
Inna Yurievna Sheshkil –en ruso, Инна Юрьевна Шешкиль– (Makinsk, 20 de junio de 1971) es una deportista rusa, de origen kazajo, que compitió en biatlón. Ganó una medalla de plata en el Campeonato Mundial de Biatlón de 1992, en la prueba por equipos.

## Palmarés internacional
| Representando a la CEI |                     |                  |        |
| Campeonato Mundial     |                     |                  |        |
| Año                    | Lugar               | Medalla          | Prueba |
| 1992                   | Novosibirsk (Rusia) | Medalla de plata | Equipo |